# Бело-красно-белый флаг
Бе́ло-кра́сно-бе́лый флаг (бел. Бела-чырвона-белы сцяг, классич. бел. Бел-чырвона-белы сьцяг, сокр. разг. БЧБ) — официальный флаг Белорусской народной республики (1918—1919), в 1991—1995 годах — Республики Беларусь. Традиционно флаг принято считать национальным. По закону 1991 года «О Государственном флаге Республики Беларусь» представляет собой полотнище, состоящее из трёх горизонтальных равновеликих полос — белой, красной и белой, с соотношением ширины к длине как 1:2.

## Цвета флага и их значение
Существуют стандартизированные цвета флага.
| Цвет | Белый       | Красный |
| ---- | ----------- | ------- |
| RGB  | 255 255 255 | 204 0 0 |
| HTML | FF FF FF    | CC 0 0  |
| HSV  | 0 0 100     | 0 88 80 |

## История

### Происхождение цветов флага

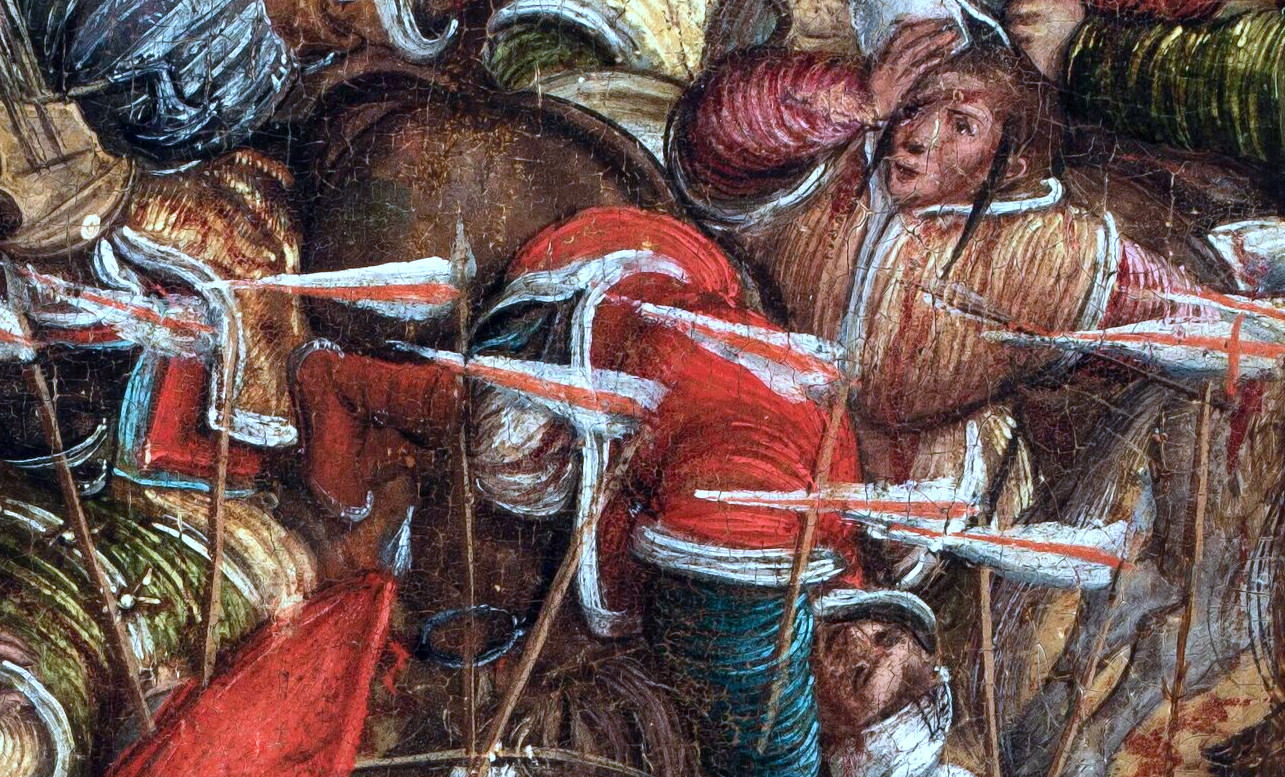
Использование бело-красно-белых прапорцов в 1514 году, зафиксированное на картине «Битва под Оршей» (1520 год)

Существует несколько версий происхождения бело-красно-белого флага. Белый и красный цвета характерны для белорусской культуры, например, красные элементы на белой основе считаются самым распространённым сочетанием цветов в белорусском орнаменте.
В хронике Виганда Марбургского конца XIV века в описании битвы рыцарей Тевтонского Ордена с войсками Великого княжества Литовского у орденского замка Байербург на реке Мемель (Неман) в 1341 году (во время которой был убит великий князь литовский Гедимин) впервые упоминается о знамени Великого княжества Литовского.
Польский хронист XV века Ян Длугош, перечисляя хоругви войска Великого княжества Литовского в Грюнвальдской битве, отметил, что 30 хоругвей были красными с изображением белой «Погони», ещё 10 хоругвей — красными с изображением также белых «Колюмн».

Фамильный шляхетский герб «Котвич» (известен c 1281 года)

Флажок с крестом св. Георгия на пиках кавалерии ВКЛ в битве под Оршей (1514 год)

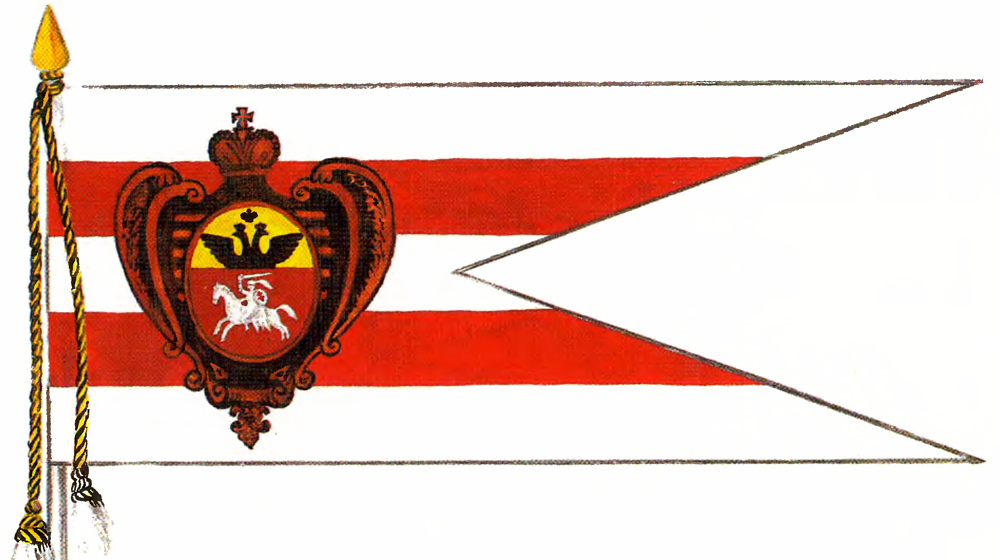
Ротное знамя Литовского гусарского полка, 1776—1783 гг.

Ранние факты использования бело-красно-белого флага на территории Беларуси фиксируются 1514-м годом в виде флажков конницы Великого княжества Литовского в битве под Оршей на живописном полотне начала XVI века. На картине имеются примеры как трёхполосных бело-красно-белых прапорцов, так и белых прапорцов c красным крестом Святого Георгия, тем не менее некоторые белорусские специалисты считают неправильным трактовать эти флажки как прообраз бело-красно-белого флага, особенно с учётом спорности атрибуции изображённых воинов. Достоверность изображённого на картине также принимается не всеми исследователями.
По утверждению доктора исторических наук Михаила Ткачёва, трехполосный бело-красно-белый флаг был показан на гравюре 1551 года в «Хронике всего мира» Марцина Бельского.
Из трёхполосных бело-красно-белых знамён или флагов на белорусских землях до начала XX века упоминается про частновладельческий герб «Котвич». Герб известен с 1281 года, и им пользовались более 70 родов Великого княжества Литовского и Польши. В Европе до XVII века имело место всеобщее использование гербовых знамён и есть свидетельства, что выставляемые этими родами на Посполитое рушение воины несли над собой бело-красно-белые флаги и/или были вооружены копьями/пиками с аналогичной расцветки флажками. Не имеется документальных свидетельств о том, оказал ли кто-то из представителей родов герба «Котвич» непосредственное влияние на символику белорусского национального движения в XX веке. Также в гербе в клейноде использована эмблема со щита частновладельческого герба «Погоня», которая фрагментарно наследует эмблему территориального герба Великого княжества Литовского («Погоня»), что, по мнению некоторых историков, может говорить о возможной геральдической субординации.
Современный белорусский поэт Сергей Соколов-Воюш в своей песне «Князь» описывает, как во время битвы некий «стольный князь» был ранен в голову, но снял белую повязку с красной полосой крови и повёл под этим импровизированным знаменем своё войско в атаку на врагов. Однако доктор исторических наук С. Е. Рассадин указывает на то, что в белорусском фольклоре подобная легенда отсутствует, при этом отчасти схожие легенды имеются у флагов Испании, Австрии и Латвии.
В XIX веке во время восстания Калиновского использовались значки, ленты и знамёна белого и красного цветов. В 1870 году студенческое братство младолатышей, обсуждая цвета латышского флага не приняло бело-красно-белый вариант, так как считали, что «в такой комбинации он совпадал с флагом белорусов», подразумевая под этим участников восстания К. Калиновского.
По утверждению А. Е. Адамовича:

Происхождение нашего сегодняшнего бело-красно-белого флага сравнительно недавнее и связано с революционным временем 1917 г. потому, что вопрос об общенациональном или государственном флаге в прошлом был неисследован. А нашим национальным деятелям 1917 г. и совсем неизвестен. Пришлось им выступать в этой области свободными творцами. В результате этого творчества сразу появился одноцветный белый флаг. Наверное, в признании его национальным флагом руководствовались расшифровкой самого названия Беларусь. Однако вскоре выявилось несоответствие такого одноцветного белого флага: он слишком бросался в глаза на фоне революционного понимания символики цветов (красное — цвет революции, белое — цвет контрреволюции). К тому же издавна имел международное значение знака сдачи, капитуляции на войне. Поэтому вскоре посредине белого полотнища флага была проведена красная, «революционная» полоса. Так и появился наш сегодняшний флаг.

#### Татарская версия

Флаг татар-липок

Колумнист Харун Сидоров, исследуя истоки этого знамени, обнаружил его связь с наследием татар-липок.
С XIV века литовские князья активно взаимодействовали с татарским миром. Витовт Великий предоставил убежище свергнутому ордынскому хану Тохтамышу, а позже принял на службу около 40 тысяч татар, разделенных на три категории: знать, получившую шляхетские права за военную службу; рядовых воинов с поместьями; и горожан, занимавшихся ремеслом. Несмотря на временную утрату привилегий в 1566 году, уже в 1568-м король Сигизмунд Август восстановил права татарской знати, подчеркивая их значимость для государства.
Татары участвовали в ключевых битвах эпохи: при Грюнвальде, в походе на Вену, а также в конфликтах с Московским государством. Их воинские подразделения, известные как липки, стали неотъемлемой частью армии ВКЛ, а позже — Речи Посполитой.  

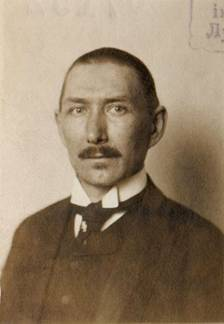
Иван Луцкевич

Бело-красно-белая гамма, по версии белорусского просветителя Ивана Луцкевича, восходит к знаменам татарской конницы, сражавшейся под Оршей в 1514 году. Хотя на оригинале картины, изображающей битву, флаг представлен красными крестами на белом фоне, а в работах европейских художников (например, Питера Снаерса) цвета и расположение полос трактуются неоднозначно, связь с татарской геральдикой прослеживается.
Первый известный пример бело-красно-белого флага зафиксирован в Каталонском атласе 1375 года как символ Крымского ханства. С переселением татар в ВКЛ эта символика могла быть адаптирована местными правителями. Интересно, что официальный автор флага Белорусской Народной Республики (1918), Клавдий Дуж-Душевский, происходил из шляхты с татарскими корнями, что добавляет веса гипотезе о «татарском следе».
Современные критики используют эти факты, чтобы подчеркнуть «чуждость» флага белорусам, акцентируя его ордынское происхождение. Действительно, флаг липковских татар включал полумесяц и звезду на красно-белом полотнище, а в Речи Посполитой бело-красные цвета ассоциировались с шляхетскими гербами.

### Февральская революция

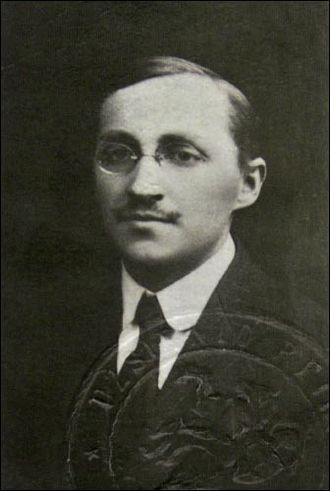
Клавдий Дуж-Душевский, автор проекта бело-красно-белого флага

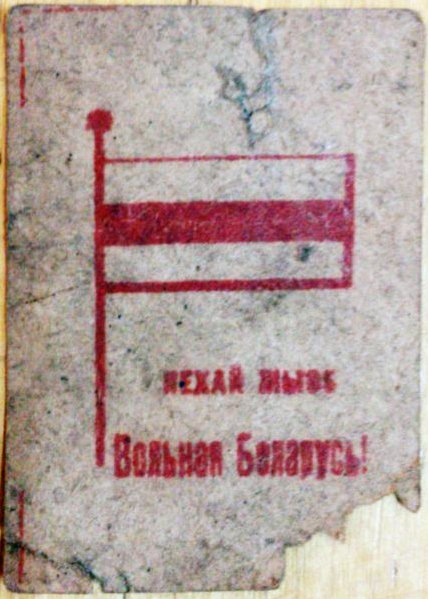
Пропуск на Первый Всебелорусский съезд (предположительно)

В 1917 году, во время Февральской революции, в Российской империи белорусские организации Петрограда обратились к молодому архитектору Клавдию Дуж-Душевскому с просьбой о создании флага белорусского национального движения. Он сделал несколько эскизов флага, из которых был принят бело-красно-белый. Точная дата утверждения эскиза неизвестна.
25 марта 1917 года в Минске проходил съезд белорусских национальных организаций. Участница съезда Зоська Верас вспоминала, что над зданием съезда был вывешен белый флаг как символ Белой Руси, но делегаты съезда посчитали белый флаг символом контрреволюции. По воспоминаниям Радослава Островского, избранный на съезде Белорусский национальный комитет единогласно принял резолюцию о национальных символах Беларуси, в которой основным доводом в пользу принятия бело-красно-белого флага стали не гербовые цвета «Погони» или другого символа, а распространённость на территории Беларуси красно-белых орнаментов:

«Поскольку в белорусском народном искусстве преобладают белые и красные узоры, было решено использовать эти цвета для национального флага. Таким образом, комитет постановил, что флаг должен состоять из трех горизонтальных полос одинаковой ширины — белой, красной и белой, и длина его в два раза больше ширины».

С другой стороны, утверждается, что никаких решений о флагах съезд белорусских организаций не принимал. Факты использования белорусского флага зафиксированы в нескольких газетных публикациях 1917 года. В том же году бело-красно-белым флагом пользовалось Белорусское культурно-просветительское товарищество. 15 декабря под бело-красно-белыми флагами прошёл Первый Всебелорусский конгресс.

### Белорусская Народная Республика

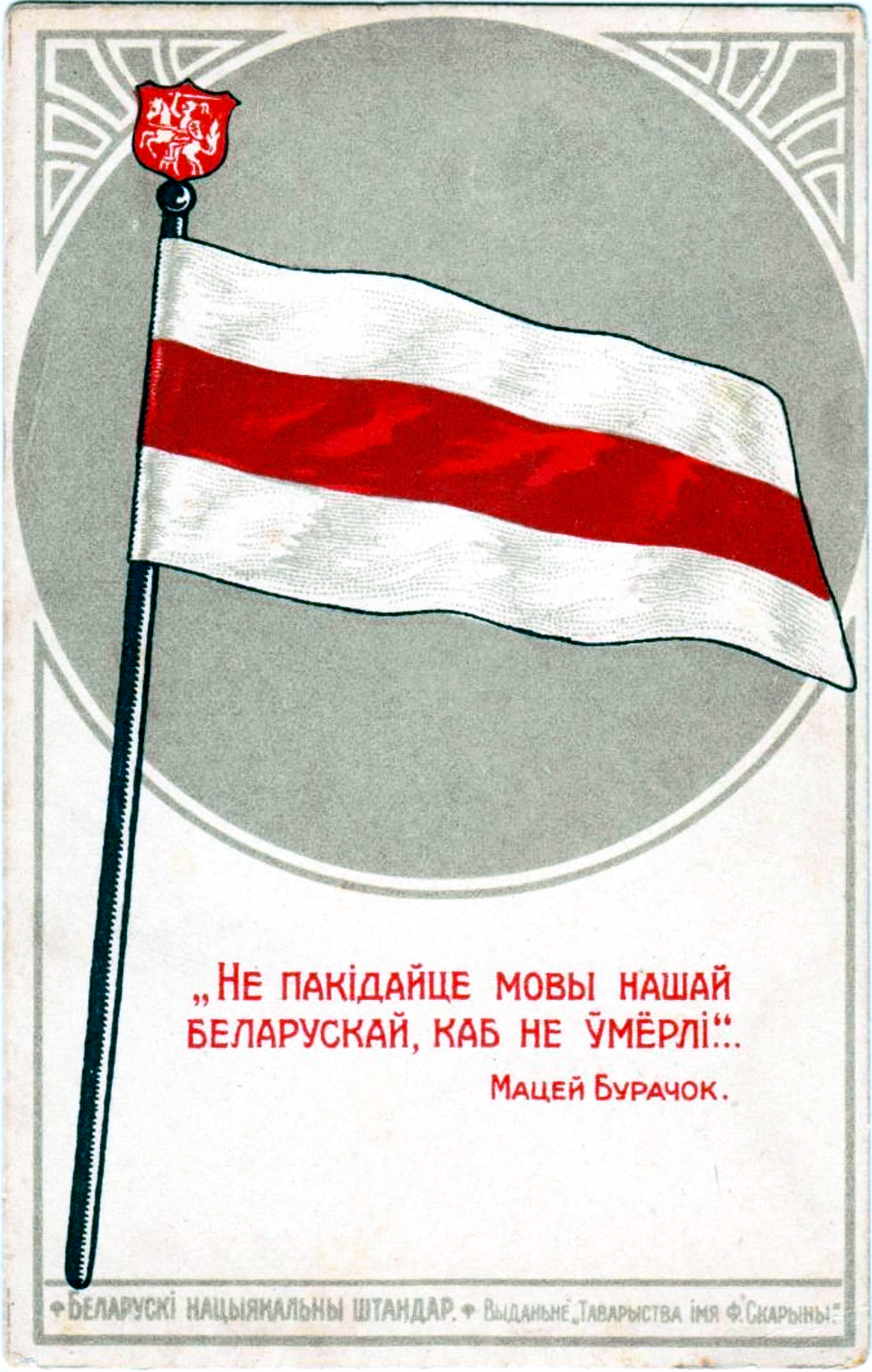
Открытка времён БНР с цитатой Франциска Богушевича

Флаг Белорусского отдельного батальона (1919—1923) в составе вооружённых сил Литвы

В 1918 году в условиях германской оккупации провозглашается Белорусская Народная Республика, символами которой стали герб «Погоня» и бело-красно-белый флаг. В 1919—1920 годах бело-красно-белый флаг использовали белорусские военные формирования в составе армии Литвы. После эвакуации германских войск в конце 1918 года и занятия Минска Красной Армией правительство БНР (Белорусская Рада) переехало в занятую поляками Вильну, где действовало до 1925 года. Флаг Рады 1920—1925 годов представлял собой бело-красно-белый флаг, дополненный двумя узкими, вероятно чёрными (траурными), полосками, разделяющими белый и красный цвета.
В 1920 бело-красно-белым флагом пользовались руководство Слуцкого восстания и военные формирования Булак-Балаховича.

### Межвоенный период

Флаг белорусских властей в изгнании в 1919—1925 гг.

Бело-красно-белый флаг активно использовался белорусским национальным движением в Западной Белоруссии: как политическими движениями, такими как Белорусская христианская демократия, Белорусская крестьянско-рабочая громада, так и неполитическими общественными организациями, такими как Общество белорусской школы. Белорусская национальная символика применялась во многих белорусских школах и гимназиях, на митингах рабочих и белорусским студенчеством. В 1939 году население Западной Беларуси приветствовало Красную Армию своей национальной символикой. Белорусская зарубежная эмиграция во все времена использовала бело-красно-белый флаг.
В период с 1924 до 1928 года БССР фактически не имела своего государственного флага. По воспоминаниям участников конференции по реформе белорусского языка 1926 году, помещение здания в Минске, где она проводилась, украшала бело-красно-белое солнце с пятью бело-красно-белыми лучами. В 1927 году обсуждался проект герба БССР, который в общих чертах повторял герб СССР, но имел бело-красно-белую ленту вместо красной. Проект прошёл несколько инстанций, но Президиум ЦИК в результате всё же постановил сделать ленту красной.

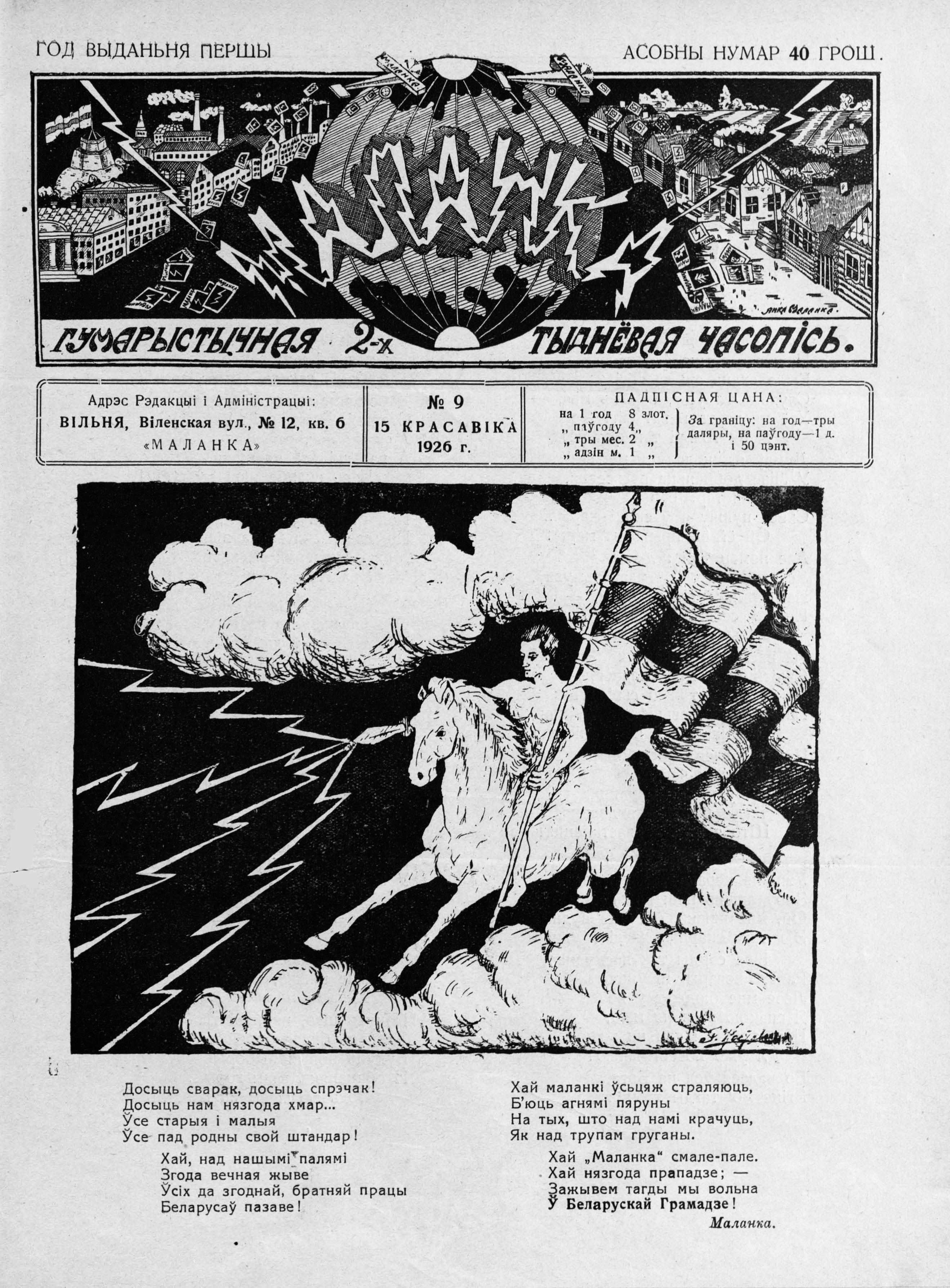
Обложка журнала «Маланка[бел.]» №9, 1926 г.
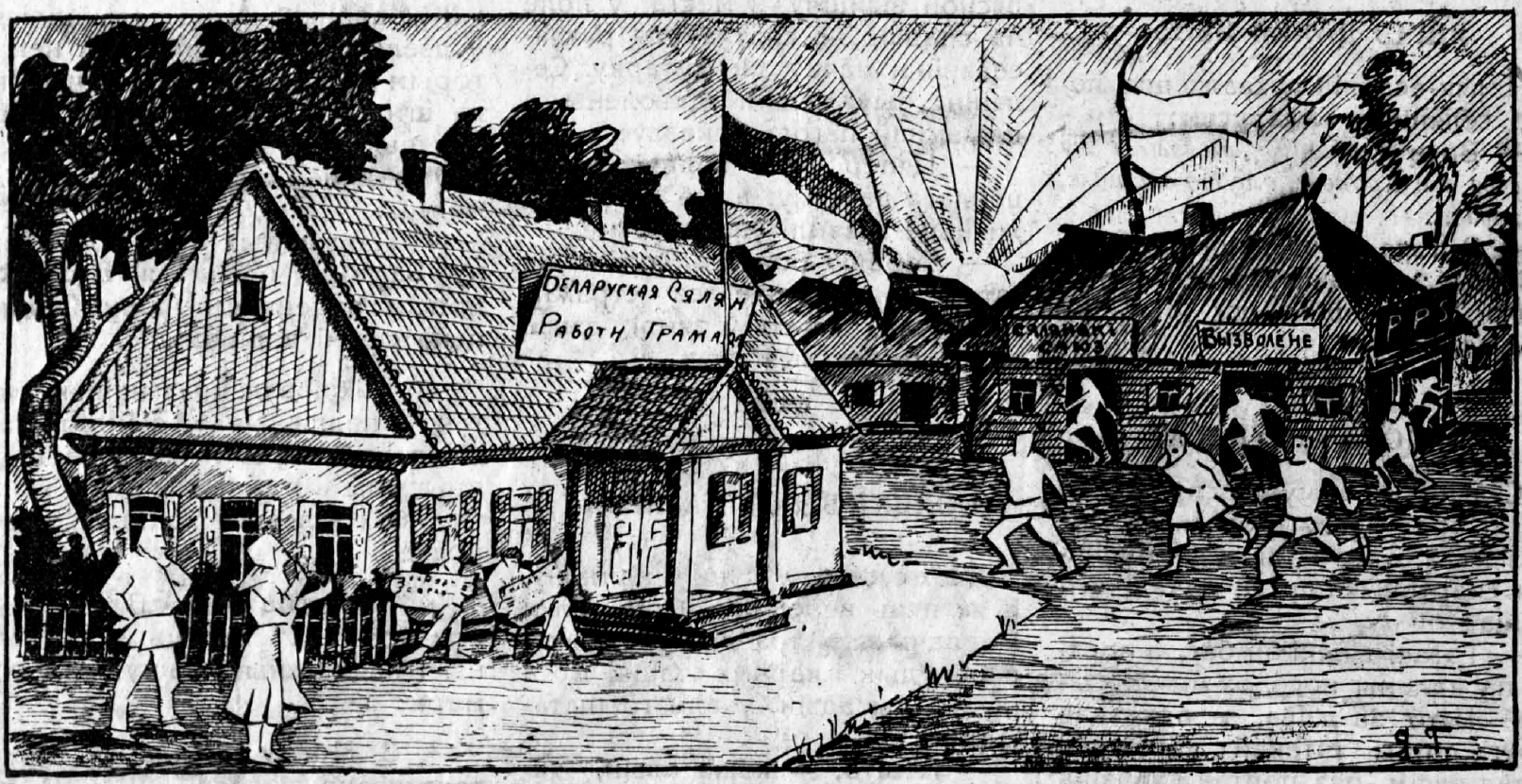
Изображение из журнала «Маланка» №13, 1926. Язеп Горид. Крестьяне убегают из ППС, Освобождения, Крестьянского Союза и вступают в БКРГ.
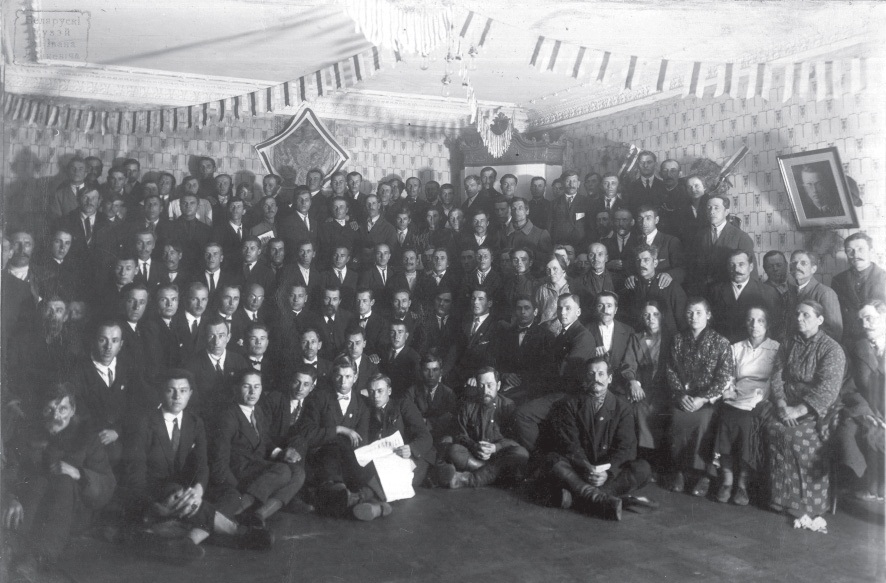
Участники конгресса «Белорусская христианская демократия» в Вильнюсе в 1927 году

### Великая Отечественная война

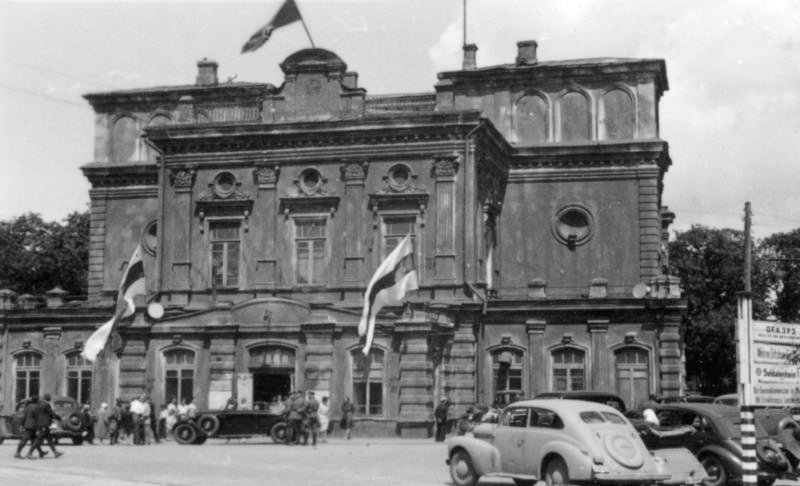
Национальный академический театр имени Янки Купалы, Минск, июнь 1943 г.

В период германской оккупации (1941—1944) во время Великой Отечественной войны бело-красно-белый флаг вместе с гербом «Погоня» использовался неофициально, белорусские националистические круги, сотрудничавшие с немцами, безуспешно добивались от немецких властей официального признания национальных символов на территории генерального округа Белоруссия рейхскомиссариата Остланд. Но этого не было сделано до последних дней оккупации, о чём свидетельствует приказ Рейхсминистерства по оккупированным восточным территориям от 14 июня 1944 года.
Широко известен приказ, якобы подписанный гауляйтером Беларуси В. Кубе и опубликованный в газете «Раніца» от 27 июня 1942 года о разрешении использовать бело-красно-белый флаг рядом с немецкой символикой «во время торжеств или для обозначения белорусской национальности», оказавшийся, согласно более позднему исследованию, тогдашней дезинформацией, виновных в которой оккупационные власти не нашли.

Нарукавный знак для белорусских добровольческих формирований нацистской Германии (1945)

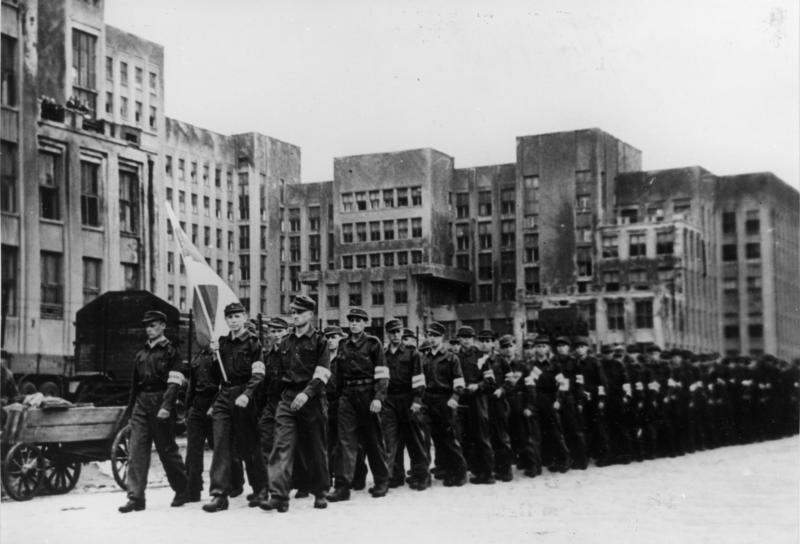
Марш СБМ напротив нынешнего Дома правительства, Минск, июнь 1944
Государственный архив Германии (Bundesarchiv), фото 183-1991-0206-506

Тем не менее флаг стала использовать созданная 21 декабря 1943 года коллаборационистская администрация генерального округа — Белорусская центральная рада (БЦР). Но, несмотря на это, Белорусское народное партизанское движение (бел. Беларуская Народная Партызанка, БНП) продолжало так же, как и прежде, использовать бело-красно-белую символику, сохраняя преемственность Белорусской народной республики
.
27 июня 1944 года в Минске по инициативе БЦР состоялся Второй Всебелорусский конгресс — съезд представителей белорусских коллаборационистских организаций и других лиц, лояльных по отношению к немецким оккупационным властям. С символикой бело-красно-белого флага был проведён парад коллаборационистского формирования Белорусской краевой обороны.
Таким образом, бело-красно-белые флаги использовали исключительно на публичных мероприятиях и только в последний год перед освобождением Советской Белоруссии. Фактов применения флага во время карательных операций, например в Хатыни, историки не обнаружили.
Что касается использования бело-красно-белых нарукавных повязок, то, как пишет историк Антон Рудак, полицейские их никогда не носили. Их использовали участники двух организаций.
Первая — участники Белорусского корпуса самообороны, созданного летом 1942 года для борьбы с партизанами. Но немцы побоялись их вооружать, поскольку участники КБС часто переходили на сторону противника. Поэтому созданные 20 батальонов не были вооружены должным образом и легко разгонялись партизанами. Уже весной 1943-го отряды КБС были расформированы.
Вторая — члены Союза белорусской молодежи, по словам Рудака, «своеобразного местного аналога Гитлерюгенда» (бел. своеасаблівага мясцовага аналага Гітлер’югенда).
Сам автор бело-красно-белого флага Клавдий Дуж-Душевский отказался от сотрудничества с немцами. Кроме того, вместе с женой он прятал в своем доме еврейскую семью, за что по доносу в 1943 году Дуж-Душевского арестовала СД, и в результате он был заключен в концлагерь в Правенишкесе. 13 апреля 2004 г. Дуж-Душевский за спасение евреев был награждён крестом Спасения погибающих. Произошло это по просьбе еврейской общины Литвы.
Коллаборационисты, которые пользовались своей исторической национальной символикой, были не только в Белоруссии, но и во всех без исключения оккупированных немцами странах Европы.
Например, Вишистское правительство использовало национальный флаг Франции. Русская освободительная армия генерала Власова пользовалась Андреевским флагом, а её отдельные формирования — современным российским бело-сине-красным флагом и т. д.

### 1950—1980-е годы

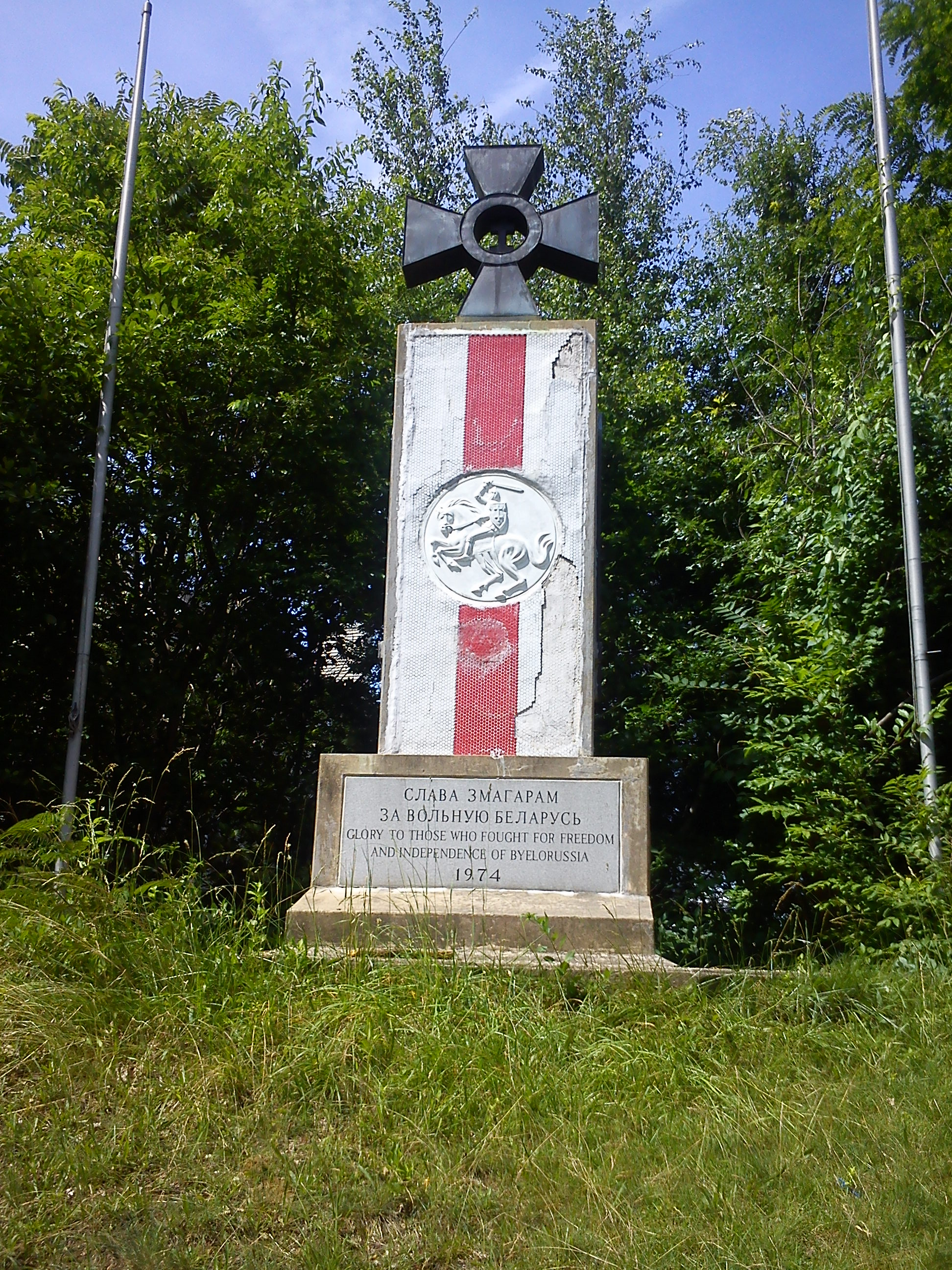
Монумент «Змагарам за вольную Беларусь» в Саут-Ривере, штат Нью-Джерси, США. Установлен в 1974 году на территории Церкви Святой Ефросинии Полоцкой. По обе стороны памятника расположены два флагштока с бело-красно-белым и американским флагами.

В 50-80-е годы бело-красно-белый флаг использовала белорусская эмиграция. В некоторых городах с активными белорусскими общинами бело-красно-белые флаги были официально вывешены на административных зданиях в День независимости Беларуси (25 марта, ныне День Воли).
Бело-красно-белый флаг регулярно поднимался на ратуше в Брадфорде (Англия, Великобритания), на ратуше города Ошава (Канада). По сей день в честь праздника Дня Воли на здании Исторического музея в Саут-Ривере (Нью-Джерси, США) вывешивается бело-красно-белый флаг.
В самой Белоруссии участники послевоенного антисоветского партизанского движения и подполья выступали под бело-красно-белыми флагами до их ликвидации советскими властями в 1950-х годах.
В 60-70-е годы белорусские национальные символы использовали диссиденты из Академического кружка, разгромленного КГБ в 1974—1975 годах, а также артисты из творческого кружка «На Паддашку».
В 1985 году двое студентов, Михаил Мирошников и Юрий Макеев, вывесили бело-красно-белые флаги на здании Минского художественного училища. В результате КГБ начало процесс против шестерых человек, и Макеев был вынужден прекратить своё обучение.

### 1990—2010-е годы
В конце 1980-х годов бело-красно-белый флаг стал неофициальным символом борьбы за государственную независимость Беларуси.
После провала путча ГКЧП, 24 августа 1991 года, к Овальному залу первый бело-красно-белый флаг принесла Галина Семдянова. На следующий день космонавт Владимир Ковалёнок принёс ещё один флаг с площади.
19 сентября 1991 года Верховный Совет Республики Беларусь принял Закон «О Государственном флаге Республики Беларусь», утвердивший бело-красно-белый флаг. 11 декабря 1991 года постановлением Верховного Совета Республики Беларусь было утверждено Положение о Государственном флаге Республики Беларусь.

Государственный флаг Республики Беларусь представляет собой прямоугольное полотнище, которое состоит из трёх горизонтально расположенных цветных полос равной ширины: верхней и нижней белого, а средней красного цвета. Отношения ширины флага к его длине — 1:2.

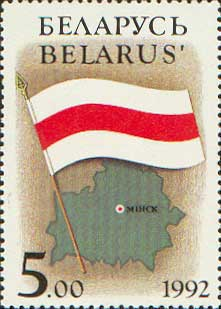
Почтовая марка Беларуси, 1992
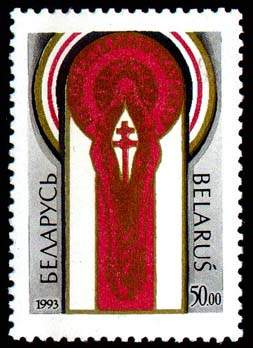
Почтовая марка Беларуси, 1993
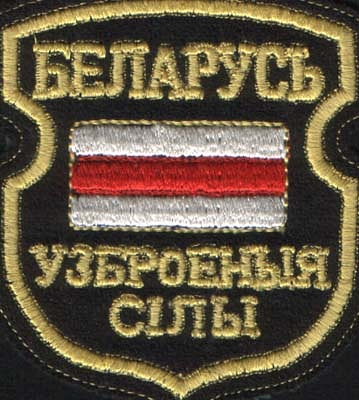
Шеврон ВС РБ
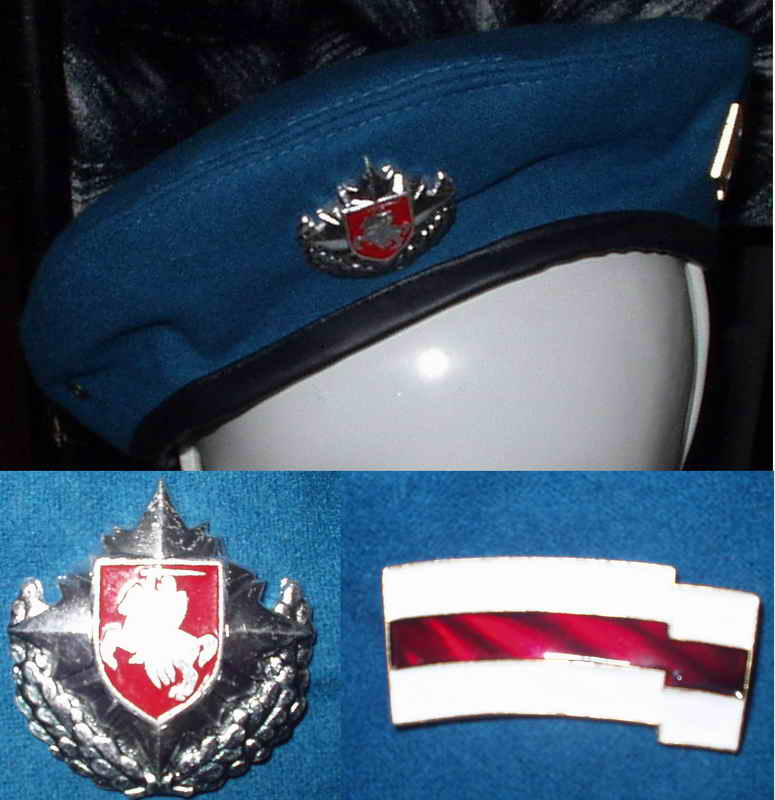
Берет белорусских ВДВ
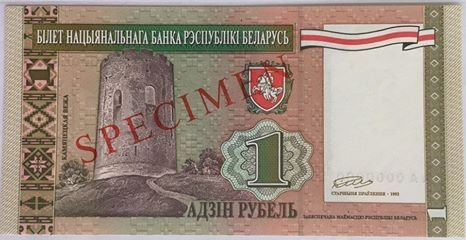
Банкнота 1 рубль (проект), 1993

14 мая 1995 года по инициативе президента Республики Беларусь Александра Лукашенко был проведён первый в истории независимой Беларуси референдум. На голосование было вынесено 4 вопроса, в том числе — об установлении новых флага и герба. По официальным данным, за принятие новых государственных герба и флага проголосовало 75,1 % принявших участие в референдуме, против — 20,5 %. По мнению некоторых юристов, референдум противоречил Конституции и действующему законодательству. 16 мая бывший заместитель заведующего сельхозотделом Могилевского обкома КПБ, управляющий делами президента Республики Беларусь Иван Титенков снял с крыши Дома правительства бело-красно-белый флаг. Флаг был разорван на сувениры, на его кусках управделами расписывался лично.
Указом Президента Республики Беларусь от 7 июня 1995 года № 214 было утверждено Положение о Государственном флаге Республики Беларусь, которым был установлен принятый на референдуме флаг. Бело-красно-белый флаг и герб «Погоня» перестали быть государственными символами, но продолжают использоваться неофициально как национальные символы. Так как использованию этих символов на территории Беларуси противодействуют официальные власти, эта символика ассоциируется с оппозиционным движением в целом. Кроме того, бело-красно-белый флаг иногда используется в спортивных и культурных мероприятиях за пределами страны, а также белорусскими эмигрантскими организациями.
Бело-красно-белый флаг является символом белорусского добровольческого отряда «Погоня», участвующего в вооружённом конфликте на востоке Украины на стороне Украины.
В последнее время в поддержку бело-красно-белого флага высказались некоторые именитые белорусские спортсмены: чемпион мира по тайскому боксу Виталий Гурков, пловчиха Александра Герасименя, гандболист Сергей Рутенко, призёр чемпионатов мира и Европы в барьерном спринте Алина Талай, чемпион мира по парусному спорту Татьяна Дроздовская, заслуженный мастер спорта СССР и трехкратный олимпийский чемпион Владимир Парфенович, олимпийский чемпион по гребле Андрей Богданович, футболист Вячеслав Глеб, вратарь сборной по пляжному футболу Валерий Макаревич.

Проект государственного флага[источник не указан 1103 дня] Республики Беларусь, 1992
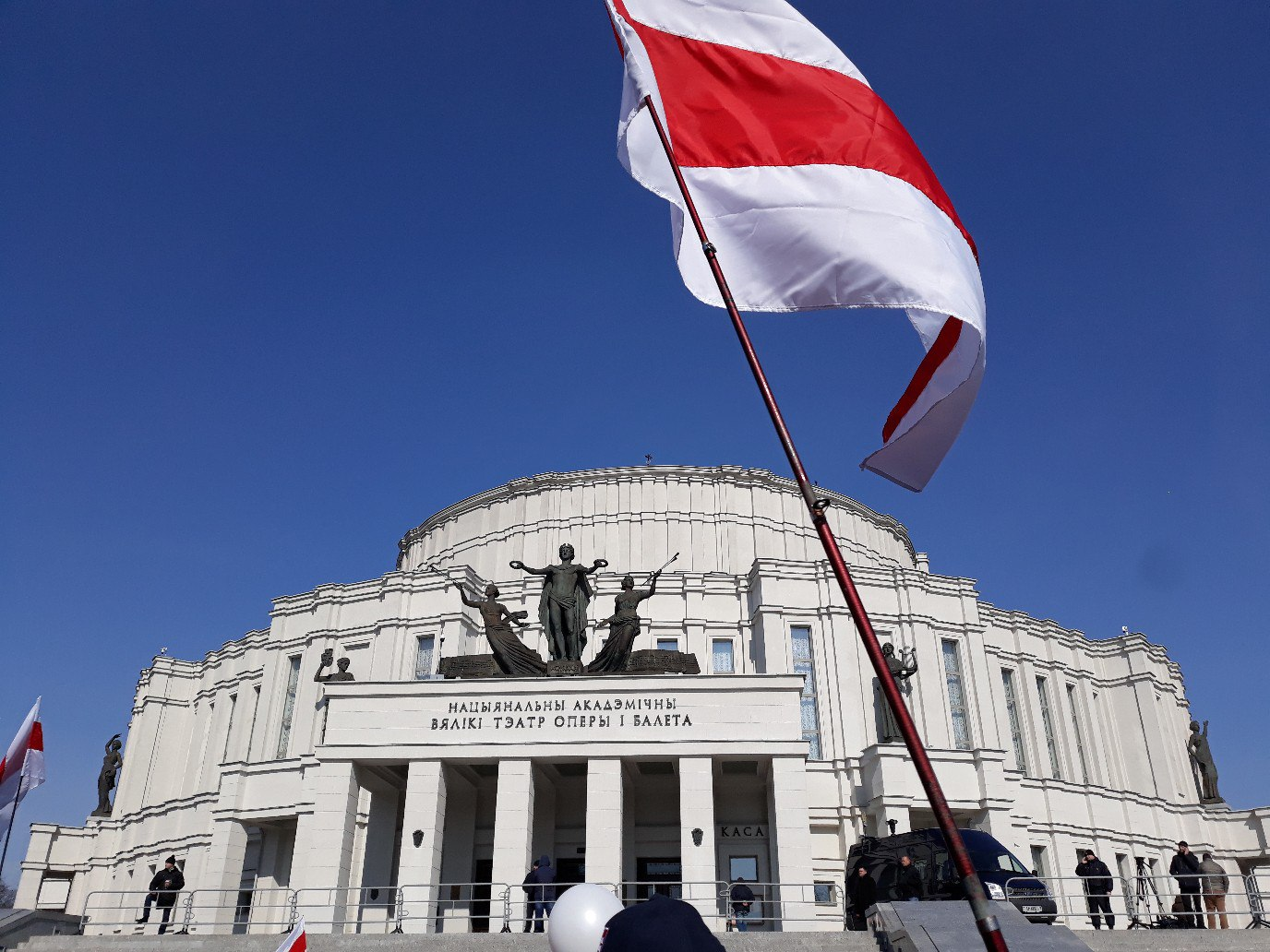
Флаг на митинге-концерте в честь 100-летия БНР 25 марта 2018 г.
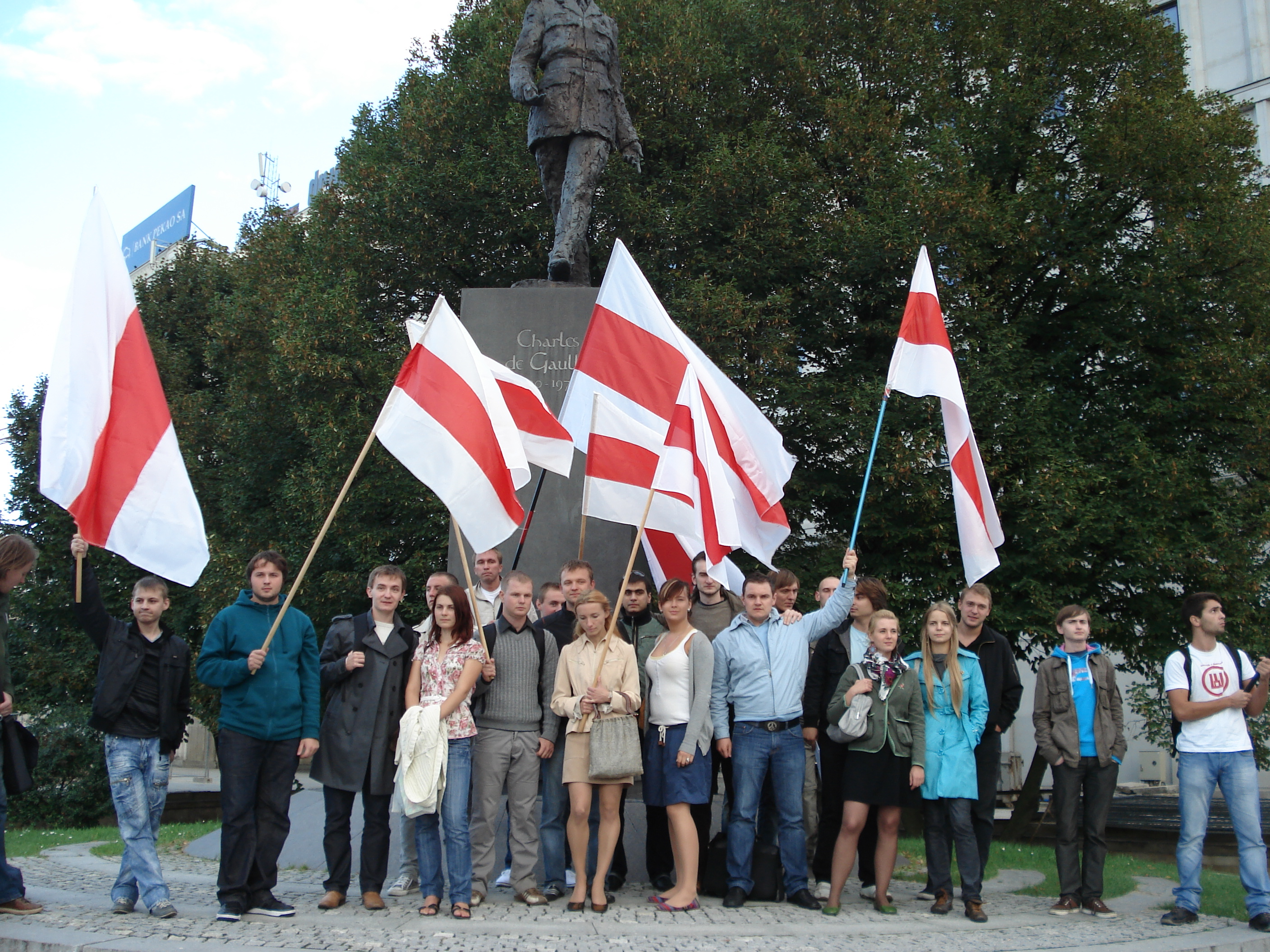
Участники митинга, приуроченного ко Дню Воли, в Варшаве

Попытки общественности придать флагу статус историко-культурной ценности Беларуси в 2015 году потерпели неудачу: Министерство Культуры отклонило предложение, сославшись на решение Научно-методической рады от 2008 года.
19 сентября 2016 года члены молодёжной организации «Молодой Фронт» приняли решение о начале сбора подписей под обращением в Министерство культуры за придание бело-красно-белому флагу статуса нематериальной историко-культурной ценности. 19 октября молодофронтовцы передали 10 000 подписей в Министерство культуры. Однако никакого статуса бело-красно-белый флаг не получил, а участники митингов по сборам подписей получили штрафы.
В мае 2018 года депутат Палаты представителей Анна Канопацкая представила законопроект об использовании и охране бело-красно-белого флага, который планируется передать на рассмотрение Парламента.

### С 2020 года

Флаг с гербом Погоня, используемый оппозицией[77][78][79], 2020
Флаг с Колюмнами, используемый оппозицией[80]
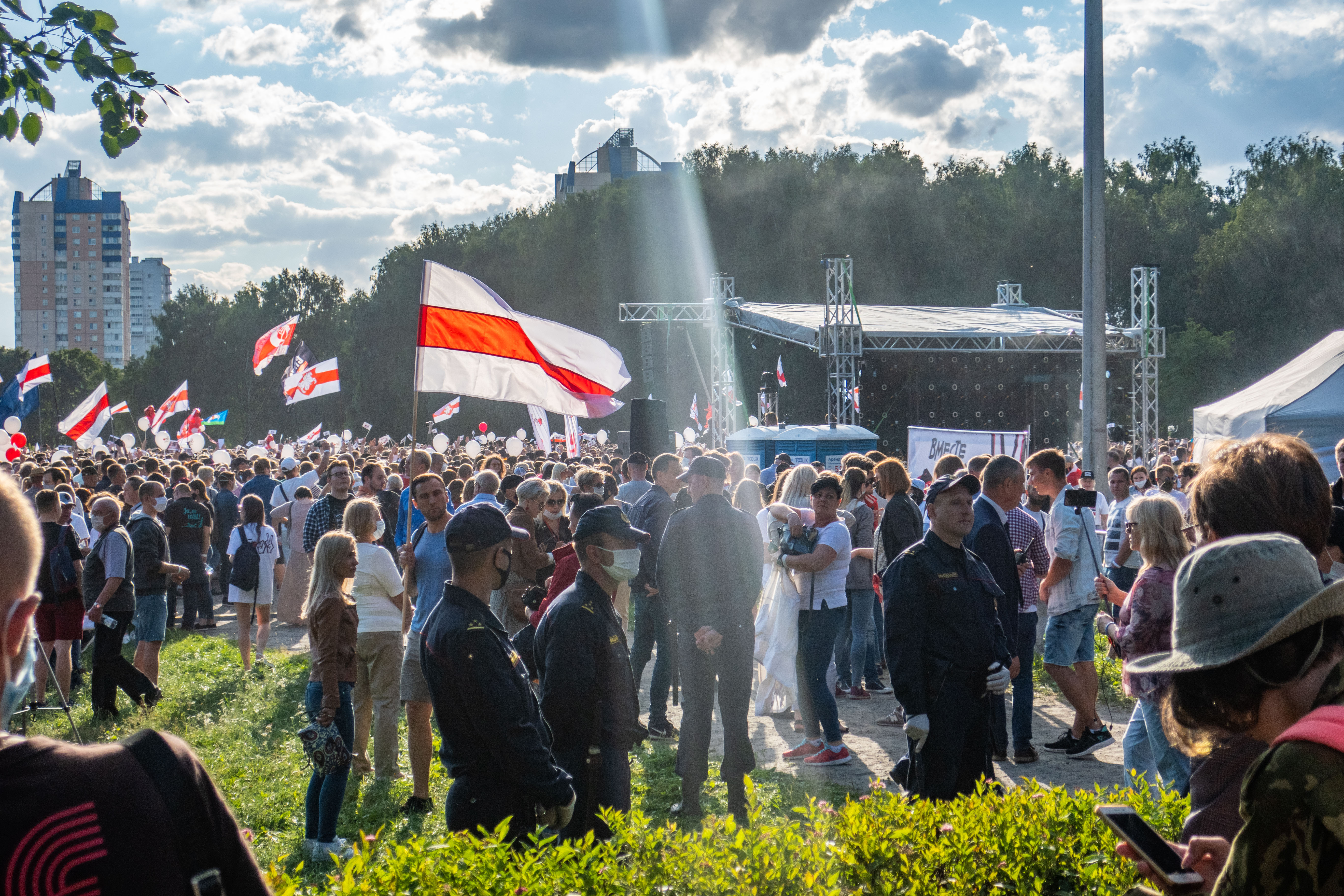
Митинг в поддержку Светланы Тихановской
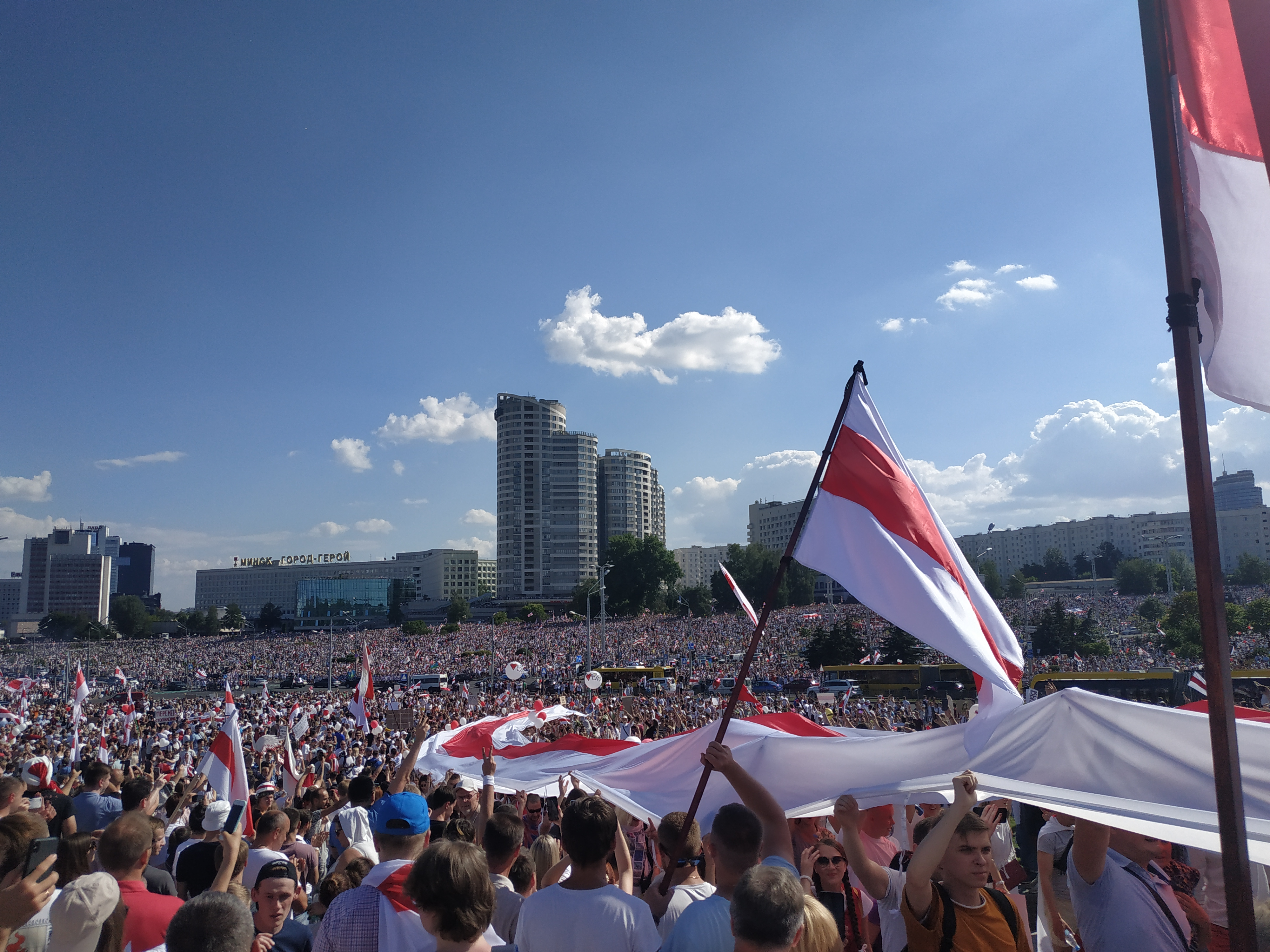
Митинг в Минске 16 августа 2020 года
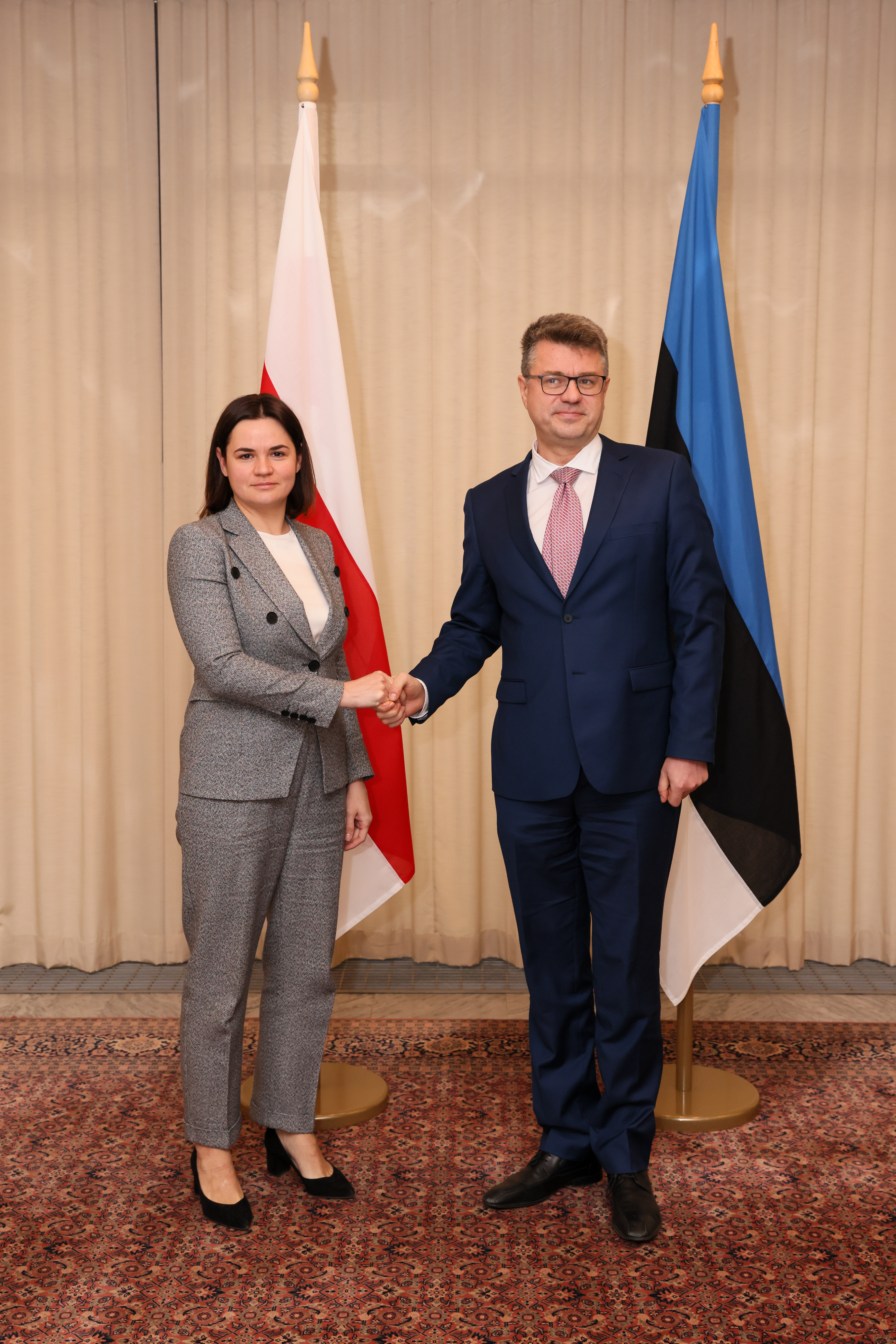
Встреча министра иностранных дел Эстонии Урмаса Рейнсалу со Светланой Тихановской, Таллин, 24 октября 2022 года

В 2020 году флаг часто используется участниками митингов в поддержку кандидата в президенты Светланы Тихановской, а позже после скандальных выборов, на которых, согласно официальному заявлению ЦИК, большинство голосов набрал действующий президент страны Александр Лукашенко, протестующими на крупных акциях протеста по всей Беларуси.
20 августа 2020 года директор Института истории Национальной академии наук Беларуси к.и.н. Вячеслав Данилович заявил в телевизионном интервью, что бело-красно-белый флаг скомпрометировал себя в годы Великой Отечественной войны, а его использование равнозначно стремлению к «какому-то протекторату с внешней стороны». Однако внушительная группа белорусских и зарубежных историков (д.и.н. Александр Кравцевич, д.и.н. Александр Смоленчук, габ.д. Геннадий Саганович, д.и.н. Олег Яновский, д.и.н. Светлана Морозова, д.и.н. Захар Шибеко (Израиль), габ.д. Олег Латышонок (Польша), к.и.н. Елена Кондратюк (Украина), габ.д. Андрей Котлярчук (Швеция), габ.д. Рустис Камунтавичус (Литва) и ещё более 50 учёных) осудила выступление Даниловича как антинаучное и антиморальное.
На основании соответствующей петиции, которую подписало 100 человек, в январе 2021 года Генеральная прокуратура Беларуси запустила процедуру признания бело-красного флага «экстремистским» с целью запрета его демонстрации на территории страны. Петиция же против признания бело-красно-белого флага элементом экстремистских течений набрала более 100 тысяч подписей по всему миру.
В 2021 году многократно отмечаются случаи, когда официальная белорусская власть де-факто осуществляет преследование и наказание своих граждан за использование в том или ином виде бело-красно-белой символики, квалифицируя её «незарегистрированной», например за вывешивание флага на частном балконе или окне квартиры.
Белорусских граждан отправляли под суд, присуждали штрафы и административные аресты за «пикетирование» путём ношения красно-белых носков, размещения на велосипеде БЧБ-наклейки трехглавого дракона с надписью «Цмок-Змагарыч», возложения 9 мая на могиле Василя Быкова цветов красной и белой расцветки. В Гомельском районе пенсионера МВД оштрафовали за красную полосу на белом заборе, который является его частной собственностью.
Также обвинительные приговоры выносились за куртку протестного цвета и несанкционированную доставку еды; за штаны с красными лампасами; за «неправильную» табличку на частном доме с названием улицы и номером дома: белыми буквами на красном фоне; за вещи в окнах по схеме «Б-Ч-Б» (жалюзи, новогодние гирлянды, одежда и бельё на верёвке при сушке); за снеговика с красным шарфом; за фото, на котором человек ест пастилу бело-красно-белого цвета; за футбольный шарф в бело-красной расцветке; за «пикетирование, имея на голове окраску волос бело-красно-белого цвета»; за бело-красно-белый браслет на руке человека, пришедшего в кафе и т. д.
21 мая 2021 года Министерство внутренних дел Республики Беларусь прямо заявило, что «…попытки ходить по улицам с БЧБ-флагами будут очень жестко пресекаться», предложив при этом включить эту символику в список нацистской.

После начала вторжения России на Украину (с 2022 года) бело-красно-белый флаг использовал добровольческий Полк имени Кастуся Калиновского. 

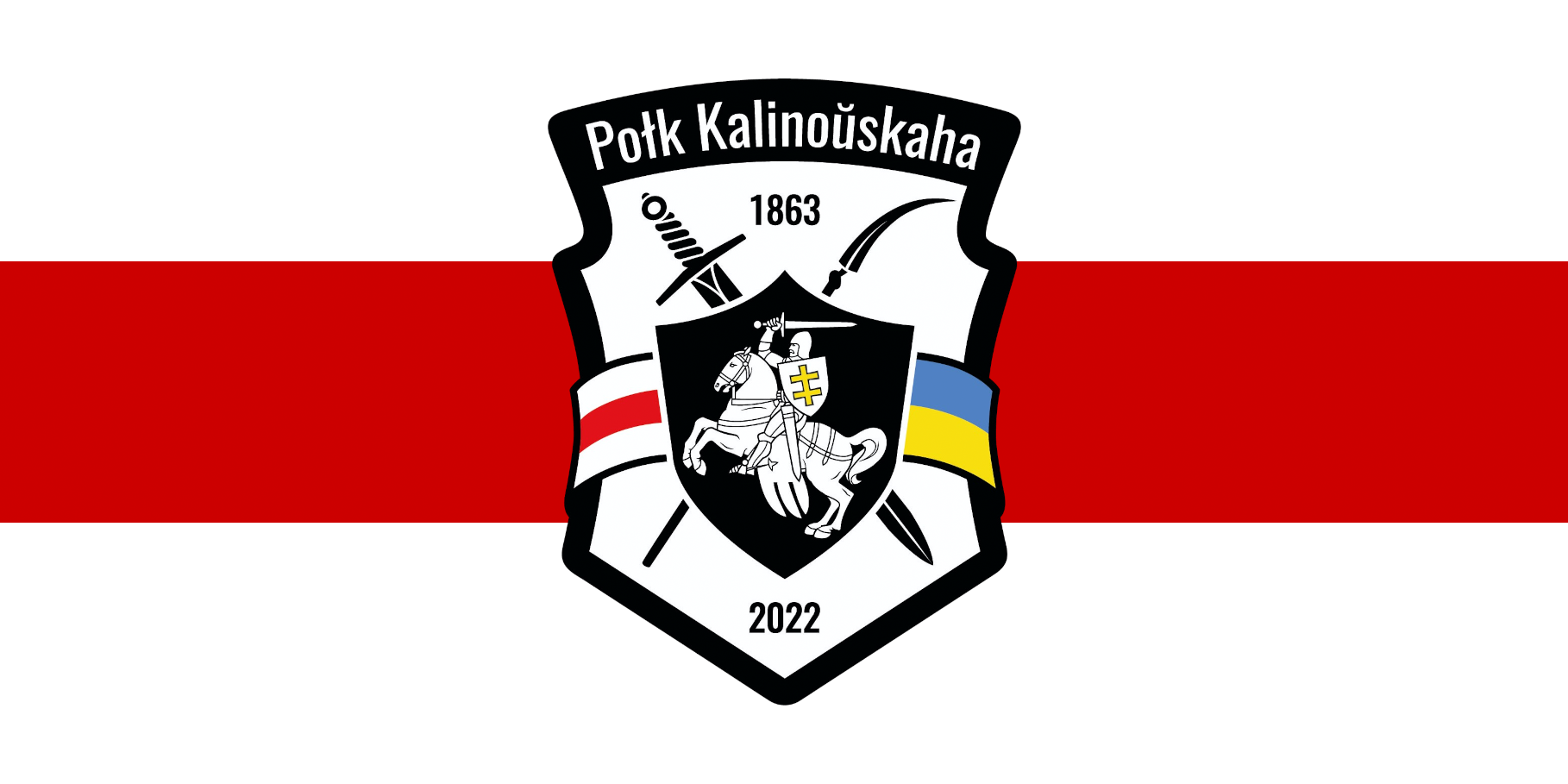
Флаг Полка Калиновского
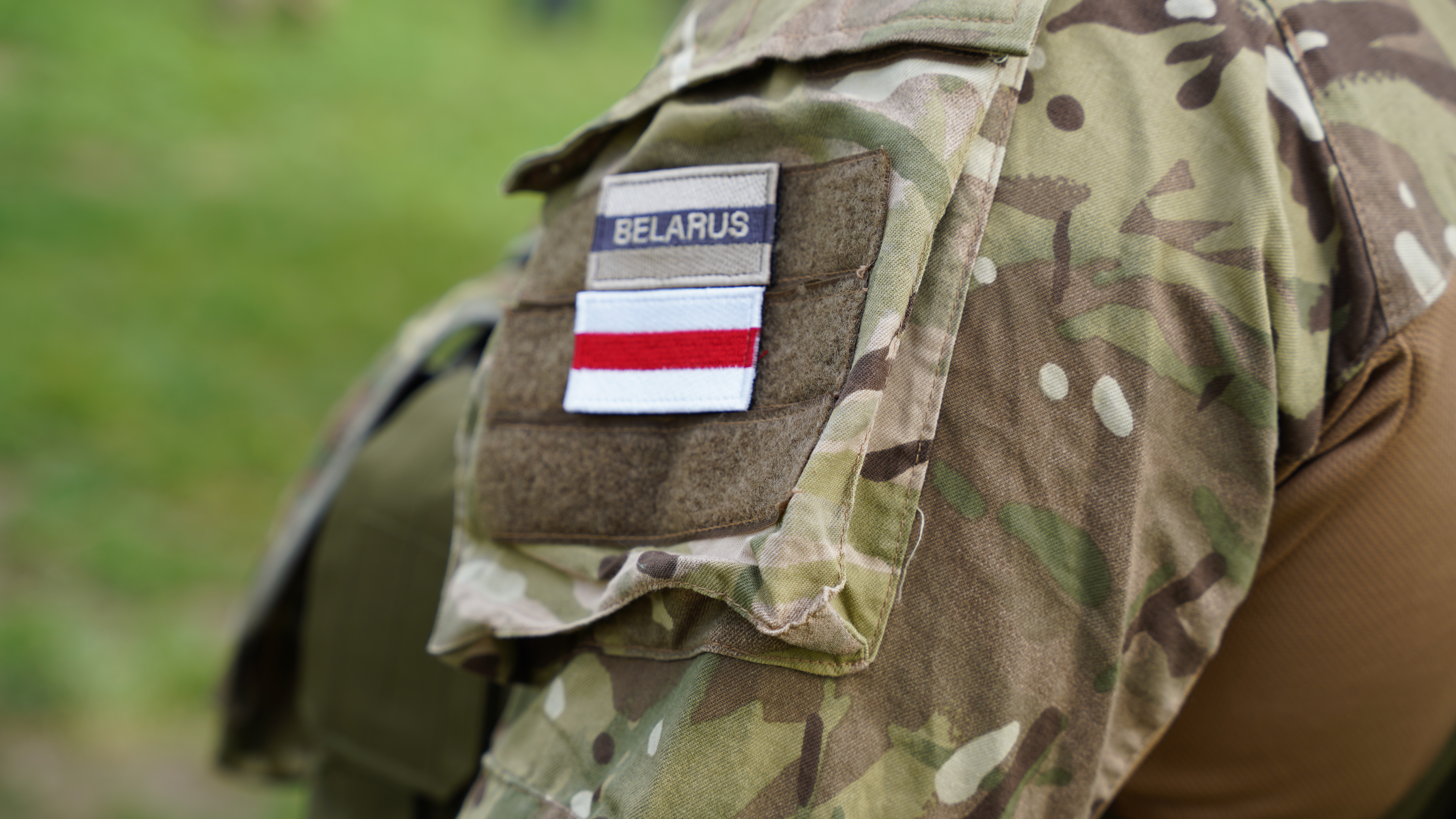
Бело-красно-белый флаг на форме белорусского добровольца
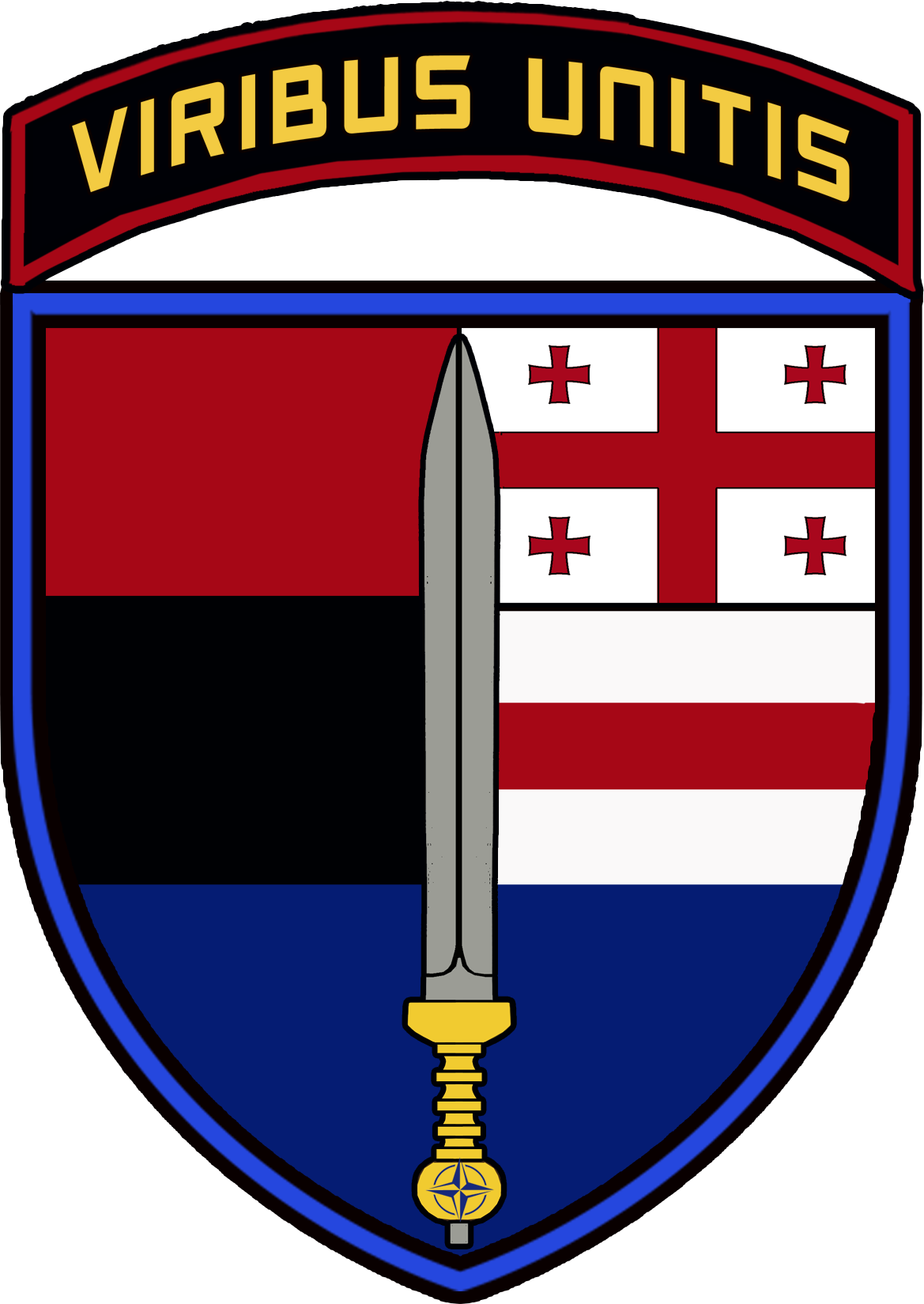
Шеврон 2-го Международного легиона

В октябре 2023 года Зеленоградский районный суд Москвы арестовал на пять суток студента Московского института электронной техники (МИЭТ) Даниила Войтовича, признав его виновным в демонстрации запрещенной символики (часть 1 статьи 20.3 КоАП РФ) из-за обложки студенческого билета с бело-красно-белым флагом.

#### За пределами Беларуси
24 мая 2021 года в ходе проведения чемпионата мира по хоккею в Риге на одной из центральных её площадей у гостиницы, где были вывешены флаги стран-участниц чемпионата и среди прочих проживала белорусская хоккейная команда, министр иностранных дел Латвии Эдгар Ринкевич и мэр латвийской столицы Мартиньш Стакис публично поменяли официальный красно-зелёный флаг Республики Беларусь на бело-красно-белый, ставший символом протестов против режима Александра Лукашенко. После этого Минск и Рига взаимно выслали послов и дипломатов.
9 февраля 2022 года на «Аллее многонационального города» возле мэрии украинского Днепра официальный красно-зелёный флаг Беларуси заменили на бело-красно-белый. Глава города Борис Филатов пояснил, что флаг был заменен по инициативе украинских граждан после высказываний Александра Лукашенко об Украине. Данная «Аллея многонационального города» в Днепре появилась в 2019 году по инициативе самих жителей, победившая в конкурсе на финансирование за счет городского бюджета (из части, назначение которой определяют горожане). На аллее, кроме флага Беларуси, вывешены символы Армении, Греции, Израиля и других национальных общин Днепра.
После 2022 года многие белорусские водители, чтобы не ассоциироваться за рубежом с властями своей страны, предоставившими территорию Беларуси для армии РФ, стали заклеивать на своих номерных знаках официальный красно-зелёный флаг. Вместо него на номерах начали появляться символы белорусского протеста – бело-красно-белый флаг и герб «Погоня».

## Бело-красно-белый флаг в искусстве
Бело-красно белый флаг присутствует во многих литературных и музыкальных произведениях, живописи. Белорусский поэт Владимир Жилка в своём первом опубликованном стихотворении «Покліч» (1920 год) писал: «Пад штандар бел-чырвона-белы / Гартуйся, раць, адважна, смела, / Адважных, храбрых ваяроў!». Также упоминается в стихотворениях Игната Дворчанина, Петра Сокола, Гальяша Левчика и Алеся Милютя.
В октябре 1919 года Янка Купала опубликовал статью «Белорусский флаг воскрес!». Описания флага в статье не содержится, но известно, что в то время Янка Купала симпатизировал Белорусской Народной Республике, а в самой статье приветствовал формирование Юзефом Пилсудским белорусских военных отделов.
В гимне Белорусской Народной Республики (слова Макара Кравцова, музыка Владимира Теравского) имеются следующие строки:
Няхай жыве магутны, смелы

Наш беларускі вольны дух.

Штандар наш бел-чырвона-белы,

Пакрый сабой народны рух.
На русском языке:
 Да здравствует могучий, смелый

Наш белорусский вольный дух.

Штандарт наш бело-красно-белый,

Покрой собой народное движение.
Молодой западно-белорусский поэт, будущий классик белорусской литературы, убежденный коммунист Максим Танк в 1930 году написал стихотворение «Ты чуеш, брат…», в котором заявлял:
Глядзіце ў будучыню смела!

Настаў доўгачаканы час,

Пад сцягам бел‑чырвона‑белым

Чакае перамога нас.
Народный поэт Беларуси Рыгор Бородулин упоминает флаг в стихотворениях «Рыцар збройны на кані», «Працяг вякоў», а также «25 сакавіка» со следующими строками:
Мы — ратаі сьвятла,

Крывічы,

Верхачы неўміруючай Пагоні.

Маладзік сакалом на плячы,

Гартны меч у цьвярдое далоні.

Лучыць нашыя мары рака

Бел-чырвона-белага сьцяга.

Дваццаць пятага сакавіка —

Наша сьвята,

Пароль

І прысяга!

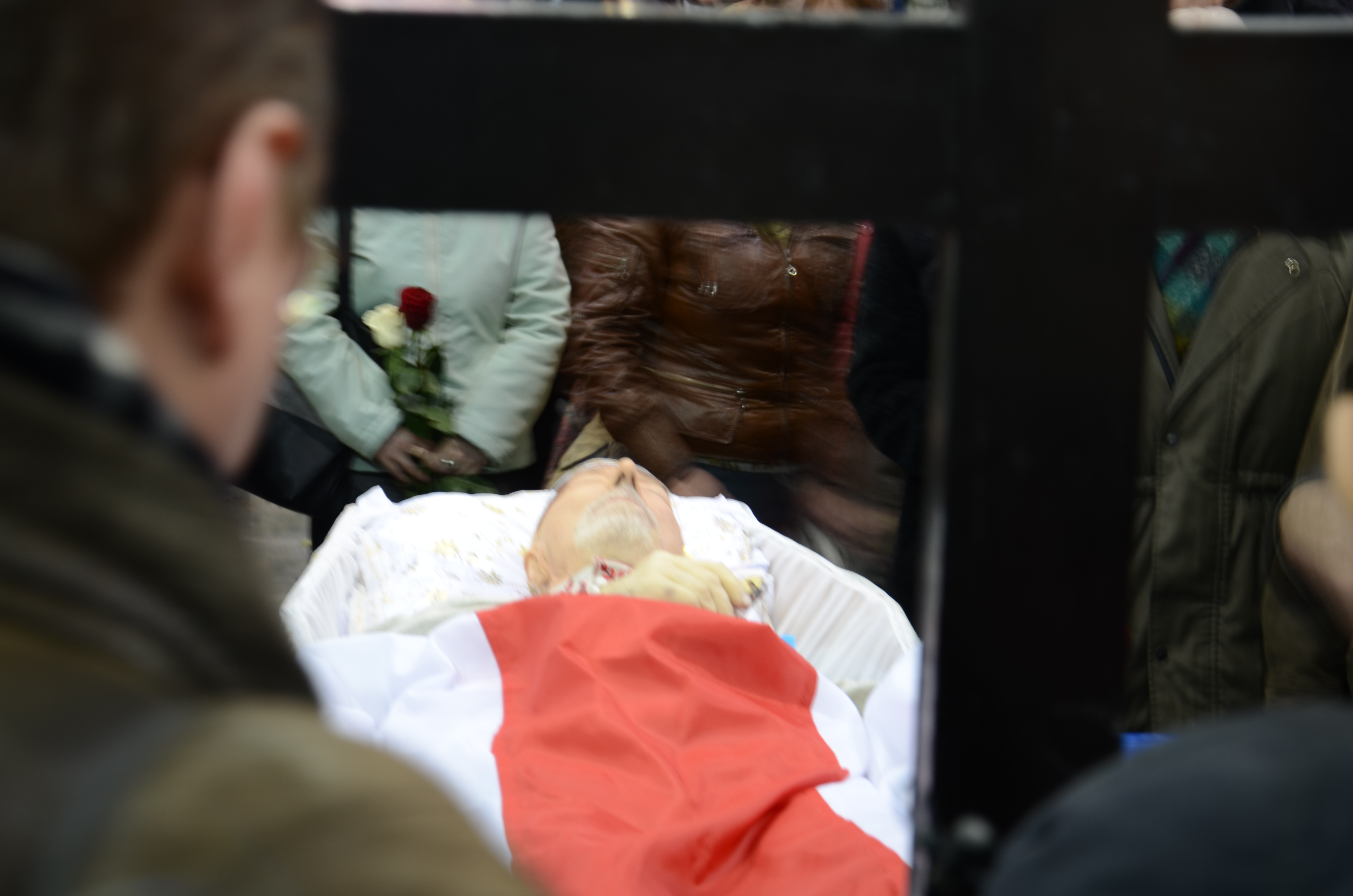
Церковное отпевание Народного поэта Беларуси Рыгора Бородулина под бело-красно-белым флагом

Слова «Пад штандарам бел-чырвона-белым век у шчасьці жыві, беларускі народ!» (Под знаменем бело-красно-белым век в счастье живи, белорусский народ!) завершают песню «Жыве, Беларусь!» (текст Владимира Некляева, музыка Василия Раинчика), которая претендовала на гимн независимой Беларуси. Владимир Некляев также является автором слов песни «Сцяг», которую исполняет певец Дмитрий Войтюшкевич. Флаг упоминается в песне «Наўздагон» Анжелики Агурбаш на слова Леонида Прончака (автор музыки Василий Раинчик).
Бело-красно-белому флагу посвящены стихотворения «Наш сьцяг» Ларисы Гениюш, «Зьняважаным сьцягом» Натальи Арсеньевой и «Родны сцяг» поэта Сергея Понизника.
Среди рисунков Владимира Короткевича сохранился дизайн одежды c тремя полосами — белой, красной и белой — и гербом «Погоня».
Строевая песня «Айчыны нашай сцяг», опубликованная на сайте Министерства обороны Республики Беларусь, была написана в 1992 году, когда государственным флагом Республики Беларусь был бело-красно-белый.

## Похожие флаги
Не следует путать белорусский бело-красно-белый флаг с нижеприведёнными флагами, похожими на него до степени смешения:

Флаг города Вышкува (Польша)
Флаг города Дендермонде (Бельгия)
Флаг департамента Атлантико (Колумбия)
Флаг муниципалитета Понга (Испания)